# Bloed, zwoegen, tranen en zweet

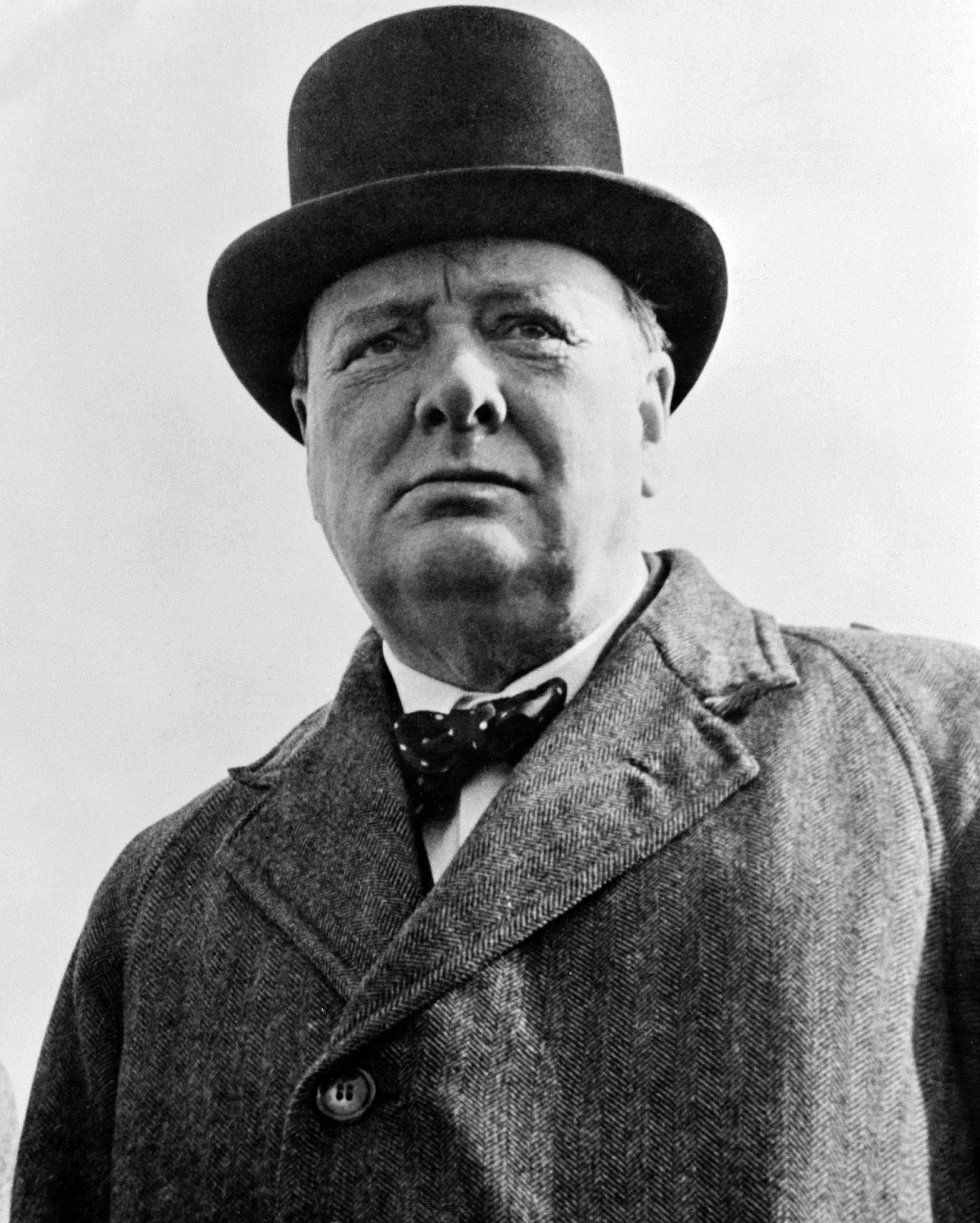
Winston Churchill (1942)

Bloed, zwoegen, tranen en zweet (Engels: blood, toil, tears and sweat) zijn de beroemd geworden woorden uit de eerste toespraak van Winston Churchill tot het Britse Lagerhuis, uitgesproken op 13 mei 1940, drie dagen na zijn aantreden als premier.
In deze toespraak, aan het begin van de Tweede Wereldoorlog, vroeg Churchill het Lagerhuis zijn regering te steunen.
De letterlijke tekst van het desbetreffende deel van de toespraak luidde:
We are in the preliminary stage of one of the greatest battles in history.... That we are in action at many points—in Norway and in Holland—, that we have to be prepared in the Mediterranean. That the air battle is continuous, and that many preparations have to be made here at home.
I would say to the House as I said to those who have joined this government: I have nothing to offer but blood, toil, tears and sweat. We have before us an ordeal of the most grievous kind. We have before us many, many long months of struggle and of suffering. You ask, what is our aim? I can answer in one word: Victory. Victory at all costs—Victory in spite of all terror—Victory, however long and hard the road may be, for without victory there is no survival.